# Milan Ružić
Milan Ružić (Fiume, 1955. július 25. – Fiume, 2014. január 25.) jugoszláv válogatott horvát labdarúgó, középpályás.

## Pályafutása

### Klubcsapatban
1976 és 1983 között az NK Rijeka játékosa volt. 1983 és 1990 között belga és holland klubokban játszott. Leghosszabban, négy idényen át a belga KAA Gent csapatában szerepelt.

### A válogatottban
1983-ban két alkalommal szerepelt a jugoszláv válogatottban.

## Sikerei, díjai
NK Rijeka
- Jugoszláv kupa
  - győztes: 1978, 1979